# Tadashi Nakamura (doppiatore)
Tadashi Nakamura (Aichi, 24 dicembre 1929 – 11 novembre 2019) è stato un doppiatore giapponese.

## Ruoli doppiati

### Serie animate
- Narratore in Ranma ½
- Aran Bonaparte (ep. "Un tiro mancino") in Lupin, l'incorreggibile Lupin
- Dr. Bigfire in Super Robot 28
- Ahmed in Le avventure di Marco Polo

### Film d'animazione
- Sir Archer in Lupin III - All'inseguimento del tesoro di Harimao
- Theo Argent in Lupin III - La pagina segreta di Marco Polo
- Vecchia guardia di sicurezza in La ragazza che saltava nel tempo
- Dr. Mangetsu in Doraemon: Nobita no Makai Dai Bōken
- Mansaku Jinnouchi in Summer Wars